# Piotr Tiurkin
Piotr Andriejewicz Tiurkin (ros. Пётр Андреевич Тюркин, ur. w czerwcu 1897 w Nikołajewsku w guberni samarskiej, zm. 2 maja 1950 w Butyrkach w Moskwie) – radziecki działacz państwowy i partyjny, generał major.

## Życiorys
W 1918 został członkiem RKP(b), w latach 1918–1919 studiował w Saratowskim Przemysłowym Instytucie Ekonomicznym, 1920–1926 był instruktorem, kierownikiem sektora i kierownikiem gubernialnego oddziału edukacji narodowej w Saratowie, a 1926–1929 szefem Głównego Zarządu Wychowania Socjalistycznego Ludowego Komisariatu Oświaty RFSRR. W 1929 kierował gubernialnym oddziałem edukacji narodowej w Niżnym Nowogrodzie, a 1929–1931 krajowym oddziałem edukacji ludowej w Niżnym Nowogrodzie, od listopada 1931 do lutego 1933 był redaktorem odpowiedzialnym gazety „Gorkowskaja Kommuna”, a od marca 1933 do czerwca 1935 dyrektorem Gorkowskiego Instytutu Industrialnego. Od czerwca 1935 do czerwca 1936 był dyrektorem Leningradzkiego Instytutu Industrialnego, później pracował w leningradzkim obwodowym oddziale edukacji narodowej, do 2 września 1937 był zastępcą przewodniczącego, a od 2 września do 26 października 1937 przewodniczącym Komitetu Wykonawczego Leningradzkiej Rady Obwodowej. Od 26 października 1937 do 28 lutego 1940 był ludowym komisarzem oświaty RFSRR, od marca do czerwca 1940 dyrektorem Moskiewskiego Instytutu Inżynieryjno-Ekonomicznego im. Ordżonikidze, od czerwca 1940 do września 1941 dyrektorem Leningradzkiego Instytutu Industrialnego/Politechnicznego im. Kalinina, a 1942–1943 członkiem Rady Wojennej 67 Armii Frontu Leningradzkiego. Później był szefem Zarządu Politycznego Frontu Leningradzkiego w stopniu generała majora (otrzymał ten stopień 6 grudnia 1942), zastępcą przewodniczącego Komitetu Wykonawczego Leningradzkiej Rady Miejskiej i do 1949 dyrektorem Instytutu Historii Partii przy Leningradzkim Komitecie Obwodowym WKP(b). Był odznaczony Orderem Czerwonego Sztandaru.
19 listopada 1949 został aresztowany w związku ze „sprawą leningradzka”, zmarł w więzieniu Butyrki podczas śledztwa.